# Harmonia caelestis

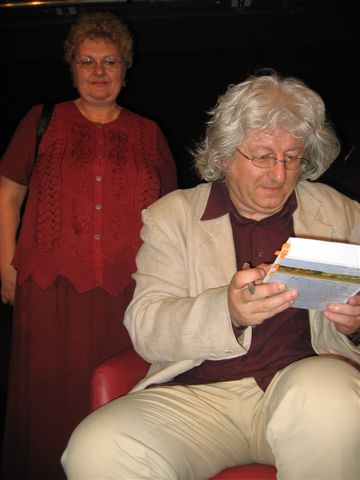
Esterházy z polskim wydaniem powieści w rękach, w tle Teresa Worowska - autorka przekładu (Warszawa, 7 maja 2007)

Harmonia caelestis (węg. Harmonia caelestis) – powieść węgierskiego pisarza Pétera Esterházyego, opublikowana w 2000.
Harmonia caelestis uchodzi za najważniejszą książkę w dorobku pisarza. Opisuje Węgry i Europę na tle historii własnej rodziny. Ród Esterházych był jednym z najbardziej znaczących w dziejach Węgier. Pierwsza wzmianka o nim pojawia się w 1527 roku. Esterházy byli wierni Habsburgom (za co zostali obdarzeni tytułem książęcym), brali udział w walkach z Turkami. Dziadek autora Móric - jeden z bohaterów Harmonii - był premierem Węgier w 1917.
Siedmiusetstronicowa (w polskim wydaniu) powieść dzieli się na dwie księgi. Pierwsza, zatytułowana Numerowane zdania z życia rodu Esterházych składa się z 370 ponumerowanych fragmentów. Jest to zbiór anegdot, rodowych legend, cytatów i kryptocytatów różnej długości - od jednego zdania po kilkunastostronicowe opowieści. Wyznaniom rodziny Esterházych formalnie bliżej do klasycznej powieści, Esterházy koncentruje się na wydarzeniach XX wieku, z naciskiem na powojenne Węgry (1950-1970). Centralną postacią tej księgi jest ojciec pisarza, warto jednak pamiętać, iż także tu wydarzenia autentyczne mieszają się z fikcją.
Esterházy pisząc ją nie znał faktu ponad dwudziestoletniej współpracy Mátyása Esterházyego (ojca) z węgierskimi służbami bezpieczeństwa. Dowiedziawszy się o tym wątek ten rozwinął w kolejnym tomie, napisanym rok później Javított kiadás – melléklet a Harmonia caelestishez (Wydanie poprawione - dodatek do Harmonii caelestis).
Harmonia Caelestis to także tytuł cyklu kantat skomponowanych przez Pála Eszterházyego (1635–1713), opublikowanego w 1711. 